# Tomino
Tomino település Franciaországban, Haute-Corse megyében. Lakosainak száma 179 fő (2022. január 1.). Tomino Rogliano és Meria községekkel határos.

## Népesség
A település népessége az elmúlt években az alábbi módon változott:
| Lakosok száma | 130  | 178  | 193  | 224  | 205  | 213  | 208  | 188  | 184  | 179  |
|               | 1968 | 1982 | 1990 | 2006 | 2013 | 2015 | 2017 | 2019 | 2020 | 2022 |